# Shūhei Aoyama
Shūhei Aoyama (青山 周平?, Aoyama Shūhei; Ichihara, 5 dicembre 1984) è un pilota motociclistico giapponese ritiratosi dalle competizioni nel 2010.
Anche suo fratello, Hiroshi Aoyama, corre come pilota professionista.

## Carriera
La sua prima presenza nel motomondiale risale alla stagione 2001 dove corre come wild card il Gran Premio motociclistico del Pacifico nella classe 125. Più numerose sono state le sue partecipazioni nel 2002, dove è stato presente in alcuni gran premi sempre nella classe 125, grazie a wild card ottenute a partire dal GP del Giappone. Al termine della stagione ha conquistato 21 punti, cosa che l'ha fatto piazzare al 20º posto nella classifica generale. Contestualmente è impegegnato negli stessi anni nel campionato giapponese 125, che vince nel 2003.
Dopo un'altra presenza nel motomondiale 2004, sempre grazie ad una wild card per il GP del Giappone, stavolta nella classe 250 e giungendo al traguardo in ottava posizione, e una seconda presenza l'anno successivo senza ottenere punti validi per la classifica iridata, nel 2005 vince anche il campionato giapponese 250. Nel 2006 corre la sua prima stagione completa nel motomondiale, sempre nella stessa classe con il numero 73 nel team ufficiale Repsol Honda, con compagno di squadra prima Sebastián Porto e poi, in seguito al ritiro di quest'ultimo dalle competizioni agonistiche, il colombiano Martín Cárdenas. In questa annata ritrova come avversario nella sua stessa categoria il fratello Hiroshi Aoyama che corre con il team Red Bull KTM GP 250. In questa prima stagione intera si piazza all'ottavo posto nella classifica generale con 99 punti e l'anno seguente giunge invece al 12º posto con 90 punti.
Nel 2008 si trasferisce nel campionato mondiale Superbike con il team Alto Evolution Honda in sella alla Honda CBR1000RR. I risultati però non sono positivi, infatti è spesso classificato in posizioni fuori dalla zona punti, totalizzando soltanto 5 punti che gli valgono la trentesima posizione in campionato.
Ritorna nella classe 250 del motomondiale nel 2009, inizialmente solo come wild card al Gran Premio motociclistico del Giappone, poi in seguito prende parte alle ultime quattro gare in calendario con una Honda RS250RW del Racing Team Germany come pilota sostitutivo. Prendendo parte a soli 5 gran premi ottiene 27 punti, chiudendo diciannovesimo nella graduatoria piloti. Sempre nella stessa stagione corre le ultime quattro prove del campionato spagnolo velocità nella classe Moto2, ma l'impossibilità di trovare un ingaggio per il motomondiale del 2010 lo spingono a ritirarsi dalle competizioni motociclistiche a soli 26 anni.

## Risultati in gara

### Motomondiale
| 2001 | Classe | Moto  |  |  |  |  |  |  |  |  |  |  |  |  |     |  |  |  |  |  | Punti | Pos. |
| ---- | ------ | ----- |  |  |  |  |  |  |  |  |  |  |  |  | --- |  |  |  |  |  | ----- | ---- |
| 2001 | 125    | Honda |  |  |  |  |  |  |  |  |  |  |  |  | Rit |  |  |  |  |  | 0     |      |

| 2002 | Classe | Moto  |   |  |  |  |  |  |    |    |  |  |  |  |    |  |  |  |  |  | Punti | Pos. |
| ---- | ------ | ----- | - |  |  |  |  |  | -- | -- |  |  |  |  | -- |  |  |  |  |  | ----- | ---- |
| 2002 | 125    | Honda | 6 |  |  |  |  |  | 25 | 10 |  |  |  |  | 11 |  |  |  |  |  | 21    | 20º  |

| 2003 | Classe | Moto  |     |  |  |  |  |  |  |  |  |  |  |  |    |  |  |  |  |  | Punti | Pos. |
| ---- | ------ | ----- | --- |  |  |  |  |  |  |  |  |  |  |  | -- |  |  |  |  |  | ----- | ---- |
| 2003 | 125    | Honda | Rit |  |  |  |  |  |  |  |  |  |  |  | 21 |  |  |  |  |  | 0     |      |

| 2004 | Classe | Moto  |  |  |  |  |  |  |  |  |  |  |  |   |  |  |  |  |  |  | Punti | Pos. |
| ---- | ------ | ----- |  |  |  |  |  |  |  |  |  |  |  | - |  |  |  |  |  |  | ----- | ---- |
| 2004 | 250    | Honda |  |  |  |  |  |  |  |  |  |  |  | 8 |  |  |  |  |  |  | 8     | 26º  |

| 2005 | Classe | Moto  |  |  |  |  |  |  |  |    |  |  |  |     |  |  |  |  |  |  | Punti | Pos. |
| ---- | ------ | ----- |  |  |  |  |  |  |  | -- |  |  |  | --- |  |  |  |  |  |  | ----- | ---- |
| 2005 | 250    | Honda |  |  |  |  |  |  |  | NE |  |  |  | Rit |  |  |  |  |  |  | 0     |      |

| 2006 | Classe | Moto  |     |    |     |   |   |   |     |    |    |   |    |   |   |   |   |     |   |  | Punti | Pos. |
| ---- | ------ | ----- | --- | -- | --- | - | - | - | --- | -- | -- | - | -- | - | - | - | - | --- | - |  | ----- | ---- |
| 2006 | 250    | Honda | Rit | 13 | Rit | 8 | 3 | 9 | Rit | 12 | 13 | 9 | NE | 6 | 6 | 5 | 6 | Rit | 6 |  | 99    | 8º   |

| 2007 | Classe | Moto  |    |   |    |     |   |   |    |   |    |    |    |   |   |     |   |   |    |    | Punti | Pos. |
| ---- | ------ | ----- | -- | - | -- | --- | - | - | -- | - | -- | -- | -- | - | - | --- | - | - | -- | -- | ----- | ---- |
| 2007 | 250    | Honda | 10 | 7 | 16 | Rit | 9 | 6 | 11 | 5 | 13 | 12 | NE | 9 | 6 | Rit | 9 | 8 | 13 | 17 | 90    | 12º  |

| 2009 | Classe | Moto  |  |   |  |  |  |  |  |    |  |  |  |  |  |    |    |    |    |  | Punti | Pos. |
| ---- | ------ | ----- |  | - |  |  |  |  |  | -- |  |  |  |  |  | -- | -- | -- | -- |  | ----- | ---- |
| 2009 | 250    | Honda |  | 6 |  |  |  |  |  | NE |  |  |  |  |  | 12 | 14 | 10 | 11 |  | 27    | 19º  |

| Legenda | 1º posto        | 2º posto            | 3º posto            | A punti      | Senza punti        | Grassetto – Pole position Corsivo – Giro più veloce |
| Legenda | Gara non valida | Non qual./Non part. | Ritirato/Non class. | Squalificato | '-' Dato non disp. | Grassetto – Pole position Corsivo – Giro più veloce |

### Campionato mondiale Superbike
| 2008 | Moto  |    |    |    |     |     |    |    |    |    |    |     |     |     |    |    |    |    |    |     |    |    |    |    |    |    |    |    |    | Punti | Pos. |
| ---- | ----- | -- | -- | -- | --- | --- | -- | -- | -- | -- | -- | --- | --- | --- | -- | -- | -- | -- | -- | --- | -- | -- | -- | -- | -- | -- | -- | -- | -- | ----- | ---- |
| 2008 | Honda | 25 | 22 | 18 | Rit | Rit | 24 | 19 | 21 | 18 | 16 | Rit | Rit | Rit | 24 | 13 | 19 | 18 | 18 | Rit | 22 | 14 | 17 | 19 | 17 | 19 | 22 | 18 | 26 | 5     | 30º  |

| Legenda | 1º posto        | 2º posto            | 3º posto           | A punti      | Senza punti        | Grassetto – Pole position Corsivo – Giro più veloce |
| Legenda | Gara non valida | Non qual./Non part. | Ritirato/Non class | Squalificato | '-' Dato non disp. | Grassetto – Pole position Corsivo – Giro più veloce |